# Ювілей

Ювілейна монета, випущена до святкування Україною 1020-річного ювілею хрещення Київської Русі

Ювілей (пізньолат. jubilaeus від лат. jubilatio «радісні вигуки») — урочисто відзначувана річниця якої-небудь події або діяльності певної особи, існування установи, міста. Як правило обчислюється в круглих і переважно у великих числах.
Ювілей — річниця життя, діяльності (частіше десяти-, двадцяти п'ятиріччя і т. д.) когось чи чогось (наприклад особи, підприємства) чи якої небудь події, святкування цієї річниці.

## УБіблії
Давньоєврейське слово «йовель», означало «баранячий ріг», пізніше — «рік свободи». Так називали встановлений пророком Мойсеєм рік, коли продані і віддані під заставу землі поверталися до колишніх власників, раби отримували свободу, прощалися борги боржникам. Цей «рік свободи» наступав кожні п'ятдесят років, після семи седмиць, тобто після семи семиріч. Число сім у давніх традиціях вважалося священним, а помножене на сім — священним у квадраті, тому рік, наступний за таким поєднанням років мав обов'язково не пройти даром, а бути якимось особливим. Якщо рахувати від часу входу ізраїльтян в Обіцяний край, їхній перший ювілейний рік почався у місяці тішрей 1424 року до н. е.

## УВатикані
Jubilaeus annus — ювілейним роком називали рік, коли паломництво грішника до Риму надавало йому відпущення гріхів. Папа Боніфацій VIII оголосив ювілейним кожен 100-й рік, починаючи з 1300-го. Але незабаром папа Климент VI зробив ювілейним кожен 50-й, Урбан VI — кожен 33-й, а Павло II скоротив термін — до 25 років.

## Умонархіях
У Стародавньому Єгипті найбільшим державним святом був 30-річний ювілей правління фараона. За східним звичаєм римські імператори епохи домінату також широко відзначали круглі дати свого перебування на престолі. Ця традиція була відновлена європейськими монархами в Новий час. З особливою помпезністю відзначався 50-річний ювілей перебування на престолі британської королеви Вікторії в 1887 році. Єлизавета II справила «золотий ювілей» у 2002 році набагато скромніше. На 2022 рік припадає перший в історії британської монархії платиновий ювілей королеви Єлизавети II. Традиція святкування ювілеїв також існує і в східних монархіях; у Токіо досі багато об'єктів, побудованих до 50-річчя правління імператора Хірохіто в 1976 році.

## Сучасність
У наш час ювілей традиційно святкується при настанні дня народження, річниці весілля, дня створення підприємства, річниці початку трудової діяльності тощо. Зазвичай ювіляр сам організує святкування й отримує від запрошених привітання та подарунки.